# Người Saxon

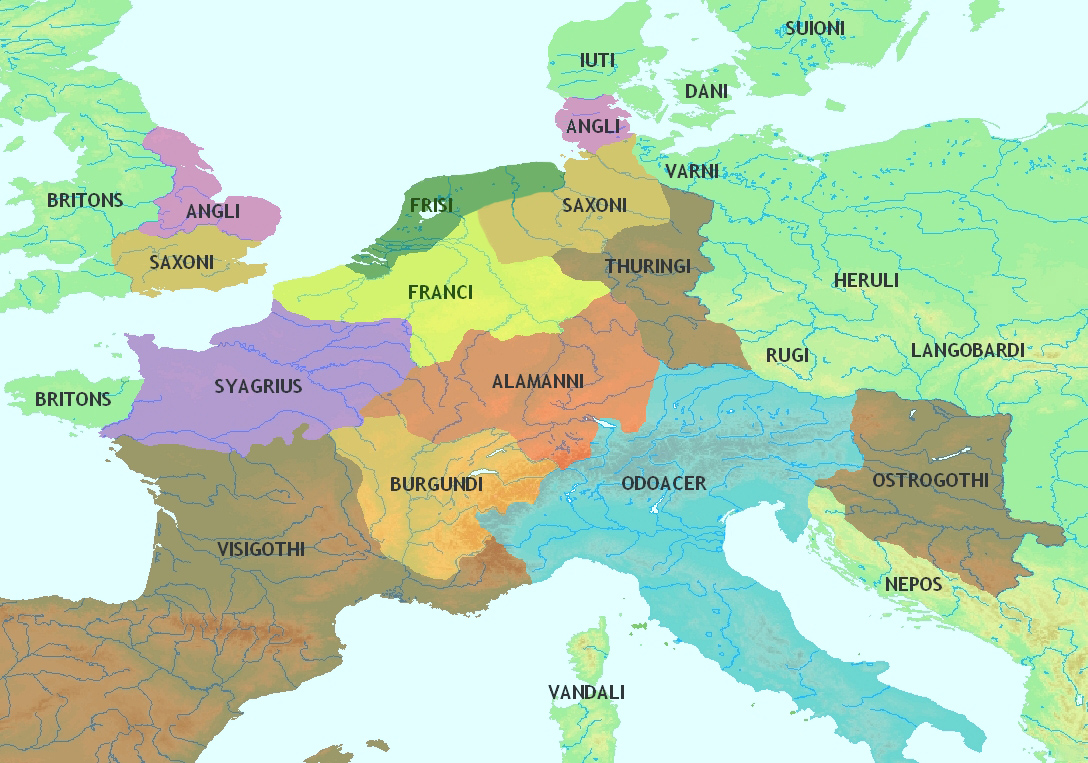
Châu Âu thế kỷ thứ 5, tên các tộc người phần lớn bằng tiếng La Tinh.

Saxon (tiếng Latinh: Saxones; tiếng Đức: Sachsen; tiếng Anh cổ: Seaxan, đọc là Sắc-sơn hay Xắc-xông) là một liên minh các bộ tộc người German cổ. Hậu duệ của người Saxon ngày nay là người Đức, người Hà Lan, người Frisia và người Anh. Họ sống chủ yếu ở Hạ Saxon, Schleswig-Holstein, Saxony-Anhalt, Westphalia, Drenthe, Overijssel, Frisia và Anh.
Người Saxon tới định cư ở Đảo Anh trong thế kỷ thứ 5. Người ta không rõ có bao nhiêu người Saxon di cư tới Đảo Anh từ châu Âu đại lục nhưng ước tính vào khoảng hai trăm nghìn người. Người Saxon tới định cư tại Đảo Anh khi đó là được gọi là tỉnh Britannia của Đế chế La Mã, tên của bộ tộc này ghép với tên của một bộ tộc German khác cũng di cư tới Anh là người Angles đã tạo nên thuật ngữ Anglo-Saxon. Từ thế kỷ 18, nhiều người Đức Saxon đã tới định cư tại nhiều nơi trên thế giới, đặc biệt là ở Bắc Mỹ, Australia, Nam Phi, miền nam Brasil và một vài vùng ở Liên Xô cũ.